# Ve dynastie égyptienne
v. 2544  AEC – 2413 AEC,
Entités précédentes :
- IVe dynastie

Entités suivantes :
- VIe dynastie

La Ve dynastie couvre, dans l'Ancien Empire, une période d'un peu plus d'un siècle au milieu du IIIe millénaire. Cette dynastie va abandonner les pyramides monumentales pour des constructions de dimensions plus modestes, car le pays n'a plus besoin de grands projets unificateurs à la gloire du « Roi-Dieu ». Le pays jouit manifestement d'une période de paix et de richesse tant économique qu'artistique. Sous la Ve dynastie, un nouvel emplacement pour la nécropole royale est choisi à Abousir, au nord de Saqqarah. Cinq pharaons, parmi les neuf que comptait la dynastie, y font édifier leur sépulture et celles de leurs reines. Les sources contemporaines attestent que cinq pharaons de la dynastie édifient des temples solaires. Deux ont été retrouvés. Celui d'Ouserkaf en Abousir et celui de Niouserrê un peu plus au nord en Abou Ghorab. Ces temples dédiés au dieu Rê sont les sanctuaires solaires les mieux conservés de l'Ancien Empire.
Le mieux connu des souverains de la Ve dynastie est Ounas, en raison des textes des pyramides que Gaston Maspero a découverts dans sa pyramide de Saqqarah. Ils constituent un ensemble de formules magiques destinées à assurer la survie du roi dans l'au-delà et sont pour la première fois inscrits sur les murs du tombeau du roi. À sa suite chacun des souverains de la VIe dynastie les fera figurer dans sa propre pyramide puis les reines s'approprieront ces textes sacrés pour leur propre tombe.

## Souverains de laVedynastie
Si la césure entre la IVe dynastie et la Ve dynastie était déjà présente dans la tradition dès le Moyen Empire comme le révèle le papyrus Westcar, c’est Manéthon qui le premier classe en une Ve dynastie un ensemble de souverains qui tous ont régné sur l’Égypte en plein apogée de l’Ancien Empire. La liste des rois de cette Ve dynastie est parfaitement bien connue, avec neuf rois bien établis par les sources contemporaines de la dynastie. L'ordre des rois est également bien connu, seule la position exacte de l'éphémère roi Chepseskarê est encore débattue. Il a été conventionnellement placé entre Néferirkarê Kakaï et Néferefrê du fait que la Table de Saqqarah l'y place également. Mais, la découverte de sceaux portant son nom dans le temple funéraire de Néferefrê suggère qu'il a fourni les magasins du tombeau de Néferefrê, indiquant ainsi qu'il n'était pas son prédécesseur mais plutôt l'un de ses successeurs, voire son successeur direct.
On peut noter l'absence étonnante de Niouserrê dans la Table de Saqqarah, en effet ce roi a été considéré comme l'un des grands rois de l'Ancien Empire et est par exemple présent dans la liste de Karnak établie pendant le règne de Thoutmôsis III. Jürgen von Beckerath a proposé que le roi Niouserrê soit le détenteur du nom en lacune précédant immédiatement Ouserkaf sur la liste, il pense qu'il est possible que Niouserrê ait été simplement égaré au début de la Ve dynastie.

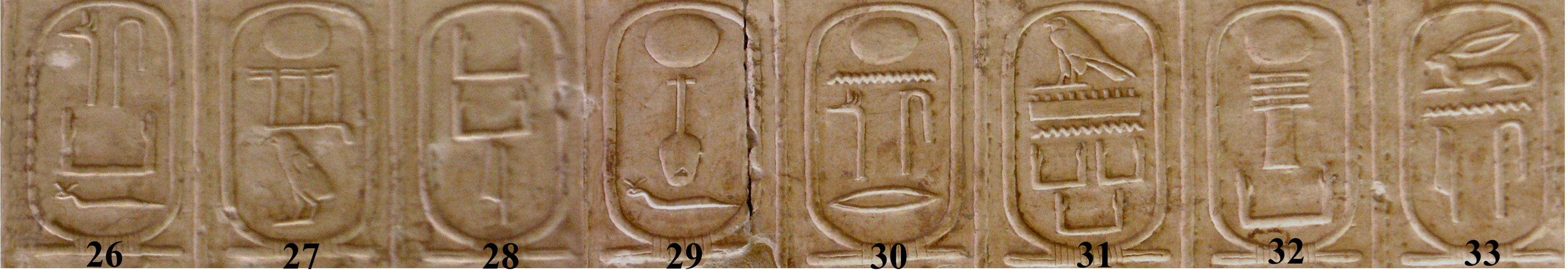
Cartouches des pharaons de la relevés sur la liste d'Abydos mais ne mentionnant pas Chepseskarê

|                                                |                 |                  |                   |                                   |  |  |  |  |  |  |  |  |  |  |  |  |  |  |  |
| Ouserkaf (Wsr-kȝ=f)                            | Ouserkaf (26)   | Ouserkaf (34)    | ...kaf (4.17)     | Ouserchérès (Ουσερχερης) (V - 1)  |  |  |  |  |  |  |  |  |  |  |  |  |  |  |  |
| Sahourê (Sȝḥw-Rˁ)                              | Sahourê (27)    | Sahourê (33)     | lacune (4.18)     | Séphrès (Σεφρης) (V - 2)          |  |  |  |  |  |  |  |  |  |  |  |  |  |  |  |
| Néferirkarê Kakaï (Nfr-jr-kȝ-Rˁ Kȝkȝj)         | Kakaï (28)      | Néferirkarê (32) | lacune (4.19)     | Népherchérès (Νεφερχερης) (V - 3) |  |  |  |  |  |  |  |  |  |  |  |  |  |  |  |
| Chepseskarê Netjerouser (Špss-kȝ-Rˁ Nṯr.w-wsr) |                 | Chepseskarê (31) | lacune (4.20)     | Sisirès (Σισιρης) (V - 4)         |  |  |  |  |  |  |  |  |  |  |  |  |  |  |  |
| Néferefrê Isi (Nfr=f-Rˁ Jsj)                   | Néferefrê (29)  | Khânéferrê (30)  | lacune (4.21)     | Chérès (Χερης) (V - 5)            |  |  |  |  |  |  |  |  |  |  |  |  |  |  |  |
| Niouserrê Ini (N(y)-wsr-Rˁ Jnj)                | Niouserrê (30)  | lacune (35) ?    | lacune (4.22)     | Rathourès (Ραθουρης) (V - 6)      |  |  |  |  |  |  |  |  |  |  |  |  |  |  |  |
| Menkaouhor Ikaou (Mn-kȝ.w-Ḥr J.kȝ.w)           | Menkaouhor (31) | Menkahor (29)    | Menkaouhor (4.23) | Menchérès (Μενχερης) (V - 7)      |  |  |  |  |  |  |  |  |  |  |  |  |  |  |  |
| Djedkarê Isési (Ḏd-kȝ-Rˁ Jzzj)                 | Djedkarê (32)   | Maâtkarê (28)    | Djédu (4.24)      | Tanchérès (Τανχερης) (V - 8)      |  |  |  |  |  |  |  |  |  |  |  |  |  |  |  |
| Ounas (Wnjs)                                   | Ounas (33)      | Ounas (27)       | Ounas (4.25)      | Onnos (Οννος) (V - 9)             |  |  |  |  |  |  |  |  |  |  |  |  |  |  |  |

## Généalogie

### Début de la dynastie

#### Une origine mythologique
Mais la principale source, et parfois la seule, concernant cette dynastie nous vient des égyptiens antiques eux-mêmes. Un conte du papyrus Westcar relate une prophétie qui aurait été faite par un vieux mage au roi Khéops : le dieu Rê en personne enverrait Isis, Nephtys, Meskhenet, Héqet et Khnoum délivrer l'épouse d'un prêtre de Rê, la dame Redjédet, des trois premiers rois de la Ve dynastie, afin qu'ils exercent « cette royauté bienfaisante dans ce pays entier, ».

#### Une vieille théorie
Selon l'égyptologue allemand Ludwig Borchardt, les rois Sahourê et Néferirkarê auraient été les fils de Chepseskaf (IVe dynastie) et de la reine Khentkaous Ire, fille de Mykérinos. Ouserkaf, fondateur de la dynastie, aurait ainsi été fils de la princesse Néferhétepès, fille du roi Djédefrê, et d'un prince qui fut peut-être grand prêtre d'Héliopolis, ce qui expliquerait mieux encore l'ascendant pris par le culte de Rê. La couronne serait donc passée, par un coup d'État, à une branche cadette. Sahourê et Néferirkarê Kakaï, par contre fils de Chepseskaf et Khentkaous Ire, appartiendraient à la branche légitime.

#### Une origine toujours incertaine
Les origines d’Ouserkaf restent encore sujette à caution, les découvertes qui se sont succédé n’ayant en effet pour le moment pas encore apporté la preuve de son origine royale, bien qu'elle soit très probable. La clé pourrait résider en la reine Khentkaous Ire. Cette reine de la IVe dynastie a reçu un culte tout au long de la fin de l’Ancien Empire, a été représentée dans sa tombe avec tous les signes du pouvoir et, surtout, portait le titre rare de « mère de deux rois de Haute et Basse-Égypte »,. Elle est donc la mère de deux rois ; or, de part sa position, elle ne peut être la mère que d'Ouserkaf et de Chepseskaf, mais aussi d'un potentiel roi éphémère nommé Thamphthis dans les sources grecques, car Mykérinos était le fils de Khâmerernebty Ire, tandis que Sahourê, comme indiqué ci-dessous, était le fils de Néferhétepès et Néferirkarê Kakaï le fils de la reine Méretnebty. Quoi qu’il en soit, cette souveraine de l’Ancien Empire reste un personnage clef pour comprendre l’articulation entre les deux dynasties et eut sans doute une forte influence sur son temps.

#### La patiente enquête des égyptologues

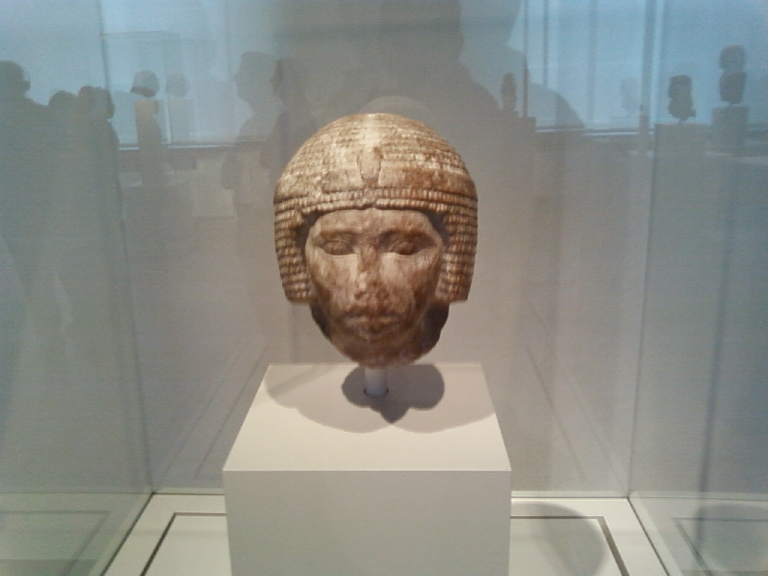
Tête d'une statue royale restée anonyme trouvée à Abousir - - Ägyptisches Museum Berlin

Cependant, ce que l’on connaissait de cette dynastie restait ténu et si presque tous les monuments funéraires de ses souverains ont pu être identifiés, il manquait des éléments essentiels pour comprendre sa généalogie et ainsi s’assurer qu’elle formait une entité unique et cohérente au sein de l’Ancien Empire. Des découvertes faites à Saqqarah et les récents travaux de fouilles du site d’Abousir, nécropole royale sinon dynastique, y remédient progressivement et permettent de nuancer l’analyse précitée, voire de complètement la renouveler.
En effet, avec la fouille et l’identification du complexe d’Ouserkaf et notamment celui de son épouse royale Néferhétepès, de premiers indices ont permis de mieux comprendre les liens qui unissaient la Ve dynastie avec la glorieuse IVe dynastie. Ainsi Jean-Philippe Lauer et Audran Labrousse formulèrent l’hypothèse selon laquelle la reine Néferhétepès, portant le titre de « mère royale », était en réalité l’épouse royale d’Ouserkaf et la mère de Sahourê. Il manquait encore une preuve directe de ce fait parmi les monuments du règne, qui n’a été trouvée que récemment par Zahi Hawass dans les vestiges de la chaussée du temple funéraire de Sahourê précisément à Abousir. Plusieurs blocs faisant partie de la décoration de cette chaussée ont été retrouvés et reconstituent une partie essentielle du programme iconographique de cette partie du complexe funéraire : les scènes présentant la famille royale. Parmi ces parents figurés avec leur titre au côté de Pharaon dans des scènes de la vie intime du palais royal, apparaît Néferhétepès. Son titre de « mère royale » est ici sans équivoque et l’identifie clairement comme étant la mère de Sahourê.
Concernant le lien entre Sahourê et Néferirkarê Kakaï, les blocs de la chaussée de Sahourê ont également livré des éléments de réponses. En effet, plusieurs princes apparaissent sur les blocs, dont particulièrement deux fils aînés nommés respectivement Rânéfer et Netjerirenrê ; or, sur tous les reliefs retrouvés  excepté un (celui listant l'ensemble des fils royaux), le nom de Rânéfer est remplacée par « Nésout-bity Néferirkarê », montrant que ce roi était en fait, non pas le frère, mais le fils aîné de Sahourê. Netjerirenrê, quant à lui, est peut-être devenu roi sous le nom de Chepseskarê à la mort du fils aîné de son Néferirkarê, le roi Néferefrê.

### Milieu de la dynastie

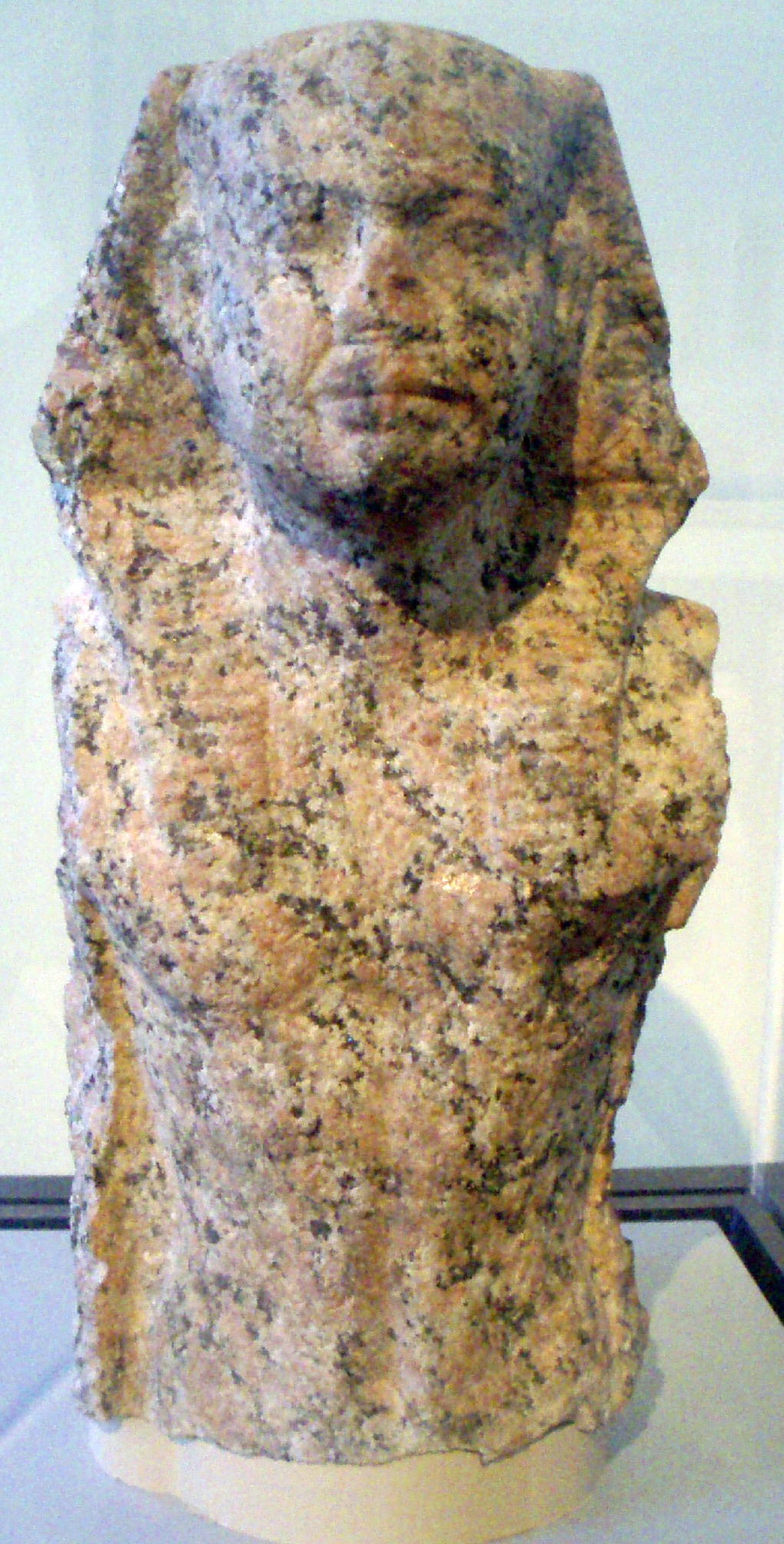
Niouserrê, Brooklin Museum

Une autre série de fouilles permit d’éclairer la suite des évènements. Une équipe d’égyptologues tchèques, dirigée par Miroslav Verner, a entrepris depuis les années 1970 la fouille exhaustive du site d’Abousir. Très vite c’est une véritable moisson de découvertes inédites qui font apparaître un nouveau personnage féminin essentiel au sein de la dynastie, Khentkaous II, personnage jusque-là identifié avec sa célèbre homonyme de la IVe dynastie, enterrée elle à Gizeh. Épouse de Néferirkarê Kakaï elle met au monde deux fils, Néferefrê et Niouserrê qui régneront successivement. On suppose même qu’elle a un temps assuré la régence du royaume à la suite du décès brutal de Néferefrê. Toujours est-il qu'à la mort de ce dernier, il semble bien que ce soit l'éphémère Chepseskarê qui prit le pouvoir, peut-être au détriment de Niouserrê. En effet, une reine de Néferefrê récemment découverte nommée Khentkaous III portait le titre de « mère royale » ; or, de part sa position chronologique, il peut s'agir tout autant de Chepseskarê que de Menkaouhor, le successeur de Niouserrê. Malgré l'absence de certitude concernant son identité réelle, il est relativement certain que Chepseskarê était un membre proche de la famille royale (un fils de roi ? ; un petit-fils et neveu ?).

### Fin de la dynastie
Comme écrit précédemment, Menkaouhor a succédé à Niouserrê. Son monument funéraire n’avait pas encore été identifié, seules les mentions du roi dans les mastabas des dignitaires contemporains permettent d’assurer son existence. La remise au jour d'une pyramide à Saqqarah par Zahi Hawass pourrait identifier le lieu de sépulture de Menkaouhor. En effet, cette pyramide, qui a été longtemps baptisée de Pyramide décapitée faute d'en connaître son propriétaire, comporte tous les éléments structurels d'une fondation de l'Ancien Empire, et plus précisément de la Ve dynastie. Seuls les tombeaux de Chepseskarê et de Menkaouhor manquent à l'appel dans cette liste de pyramides attestées par les fouilles et les études des égyptologues. Ces derniers s'accordent tous en général pour attribuer la pyramide inachevée d'Abousir à Chepseskarê, son état d'ébauche et son emplacement cadrant bien avec l'éphémère règne de ce souverain. Par déduction, la pyramide de Saqqarah ne peut donc appartenir qu'à Menkaouhor. Cependant, aucun élément ne lie clairement Menkaouhor aux autres membres de la famille royale : ses parents pourraient être Néferefrê et Khentkaous III (la vaisselle en diorite à son nom et découverte dans le temple funéraire de Néferefrê a-t-elle une signification particulière ?). Concernant ses épouses et potentiels enfants, aucun n'a été identifié, pas même son successeur Djedkarê Isési qui pourrait être tout aussi bien son frère que son cousin, fils de Niouserrê.
Enfin, une dernière reine, restée longtemps anonyme mais connue depuis 2019 sous le nom de Setibhor, permet de faire le lien entre les derniers souverains de la dynastie. Djedkarê Isési a fait bâtir pour son épouse un petit complexe pyramidal complet à côté du sien à Saqqarah. La fouille de ce monument a révélé un relief portant le cartouche d’Ounas, successeur de Djedkarê, attestant ainsi d’un lien probable de parenté entre les deux souverains dont la reine serait le chaînon manquant qui assurerait là encore une ascendance directe.

## Économie et société

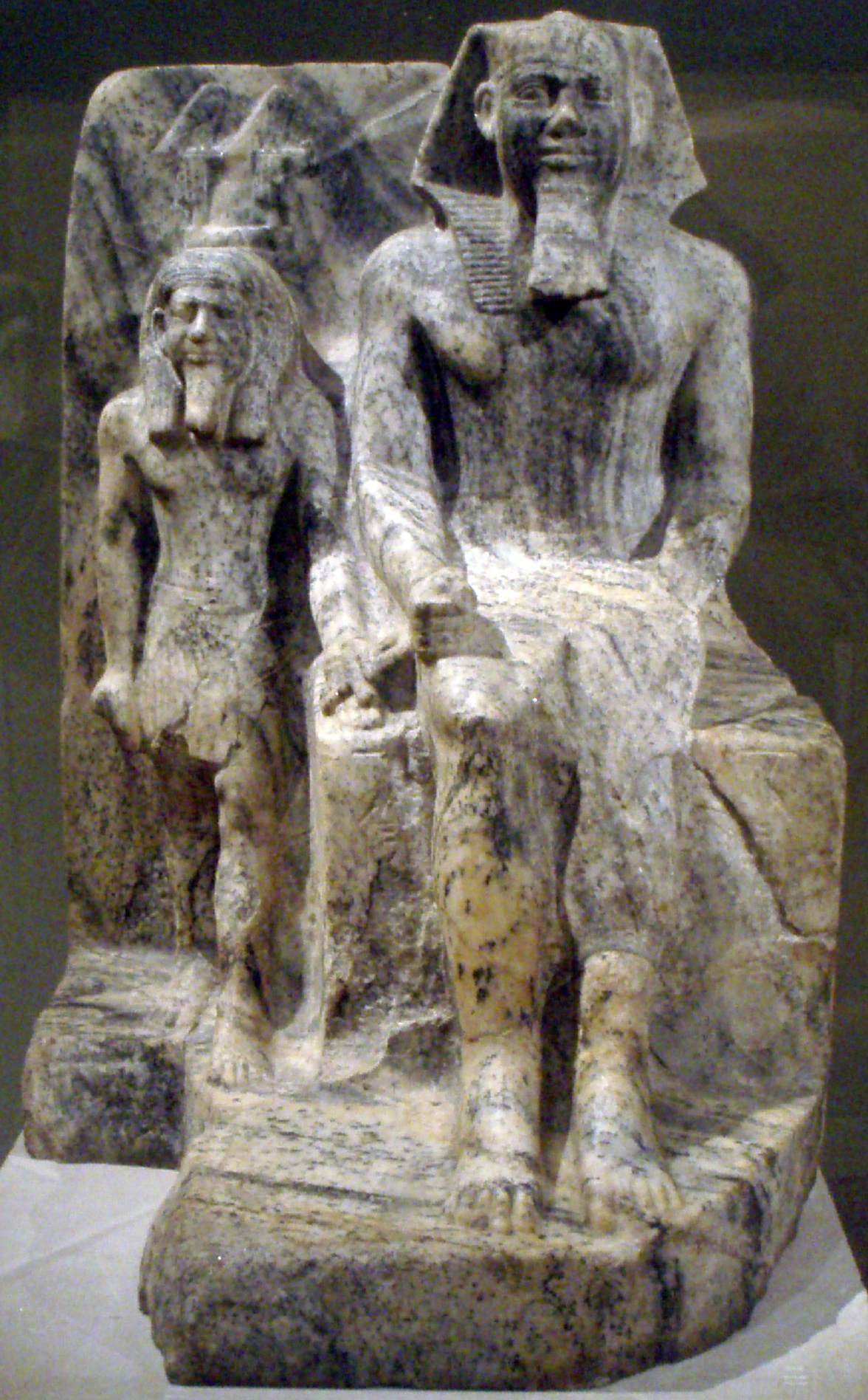
Sahourê, Metropolitan Museum

À partir de la Ve dynastie, chaque « Maison » (ministère) se dédouble en un département pour la Haute-Égypte et un pour la Basse-Égypte : les plus importants étant la Double Maison blanche (le Trésor), le Double Grenier (les entrepôts royaux) et le Double Bureau (les archives royales). Chaque « Maison » avait à sa tête un intendant, à l'exception du Trésor et du Double Grenier, dont le vizir assumait la direction. Contrairement à la dynastie précédente, ce dernier n’est pas systématiquement un fils du roi mais un dignitaire dont la carrière est souvent longue, cumulant les titres honorifiques et des fonctions bien réelles qui assurent le gouvernement du pays. La machine administrative s'alourdit et une classe nombreuse de scribes se développe ce qui implique en parallèle le développement d'écoles à travers tout le pays afin de former les futurs fonctionnaires requis pour le bon fonctionnement de l'État.
Le clergé reste intimement lié à la royauté, mais on assiste peu à peu à un changement de fond qui se poursuivra jusqu’à la fin de l’Ancien Empire. Si certains grands prêtres épousent des princesses royales, garantissant ainsi les liens entre les pouvoirs, peu à peu le pouvoir religieux échappe à la famille royale pour prendre une indépendance de plus en plus marquée. Les fonctions pontificales se transmettent alors de père en fils jusqu’à former des lignées de grands prêtres comme pour le cas du clergé de Memphis.
On possède plusieurs décrets royaux réformant les cultes du royaume attestant que ces changements ne se firent pas sans l’assentiment de Pharaon. On citera par exemple le « testament de Nikaânkh » inscrit dans son mastaba qui fait état d’un décret royal du temps d’Ouserkaf réformant le culte d’Hathor de Tenneh.
Dans un autre mastaba, on apprend que c’est le grand temple de Ptah de Memphis qui fournit les offrandes quotidiennes destinées au culte funéraire de Néferhétepès.
Les archives des temples d'Abousir ont également livré des décrets de Djedkarê Isési réformant les cultes funéraires de la famille royale. Ces documents contemporains des règnes de la fin de la dynastie éclairent sous un nouveau jour le fonctionnement d'une partie de la société égyptienne, celle qui était au service des cultes des souverains de la dynastie et qui forme en quelque sorte son cœur. Ils nous permettent d'entrevoir la vie intense qui entourait ces sanctuaires, œuvres de chaque règne. Des villes de prêtres, de scribes, d'artisans, d'ouvriers, s’installent au pied des monuments royaux à Abousir bien sûr mais également à Gizeh notamment le long de la chaussée d’accès du complexe funéraire de Khentkaous Ire dont le développement date des débuts de la Ve  dynastie.
Il faut imaginer qu'à la fin de la dynastie, depuis Meïdoum au sud de la région memphite jusqu'à Abou Rawash au nord en face d'Héliopolis, l'ensemble des fondations funéraires royales ainsi que toutes les nécropoles qui les accompagnaient étaient le siège d'une intense activité cultuelle et économique liée aux rites funéraires qui forment la substance même de la religion égyptienne. De grandes expéditions sont organisées vers les pays étrangers et partenaires comme la ville de Byblos ou le légendaire pays de Pount ainsi que dans les régions minières comme le Sinaï ou la Nubie, afin d'y récolter tous les matériaux précieux nécessaires à une économie florissante. Tout un système de collecte des biens, marchandises et nourriture est mis en place sous l'autorité et le contrôle de l'administration du Trésor et une partie est redistribuée à travers ces fondations qui font vivre tout un peuple voué à leur service tandis que l'autre va directement alimenter le palais qui reste le grand commanditaire de ce commerce.
Les listes des domaines agricoles privés et royaux destinés à alimenter cette économie sont fournies non seulement par les archives d'Abousir, mais également par les reliefs des monuments funéraires royaux ou privés. Ces derniers prennent d'ailleurs une ampleur inégalée jusque là et appartiennent à des personnalités qui ne sont pas toutes issues de la famille royale signe d'un changement profond dans la société pharaonique.
La pratique de l'hérédité des charges contribue au cumul des bénéfices et donc de la propriété foncière au profit des grandes familles. Mais en même temps les carrières restent ouvertes, la compétence et le mérite étant des valeurs hautement affirmées. Sous les Ve et VIe dynasties, l'administration s'accroît aussi à l'échelon provincial et s'y enracine, finissant par créer des pouvoirs locaux autonomes, concurrents du pouvoir central dont les nomarques représentent la caste émergente.
Abydos devient la ville sainte d'Osiris lors du développement de son culte sous les Ve et VIe dynasties. Le roi vivant est assimilé à Horus, le dieu faucon maître du ciel et fils d'Osiris. Tout roi défunt devenant Osiris, promis à renaître pour l'éternité, le mythe d'Osiris fonde la permanence dynastique sur une succession de pères en fils. En sa qualité d'héritier d'Horus et de fils de Rê, le roi reste cependant soumis à l'ordre inhérent à la création, qu'il ne peut transgresser. Il en est le garant. Cette notion d'ordre universel, la Maât, fonde et justifie la pratique du pouvoir royal et impose en même temps au roi l'obligation de la maintenir.

## Arts et culture

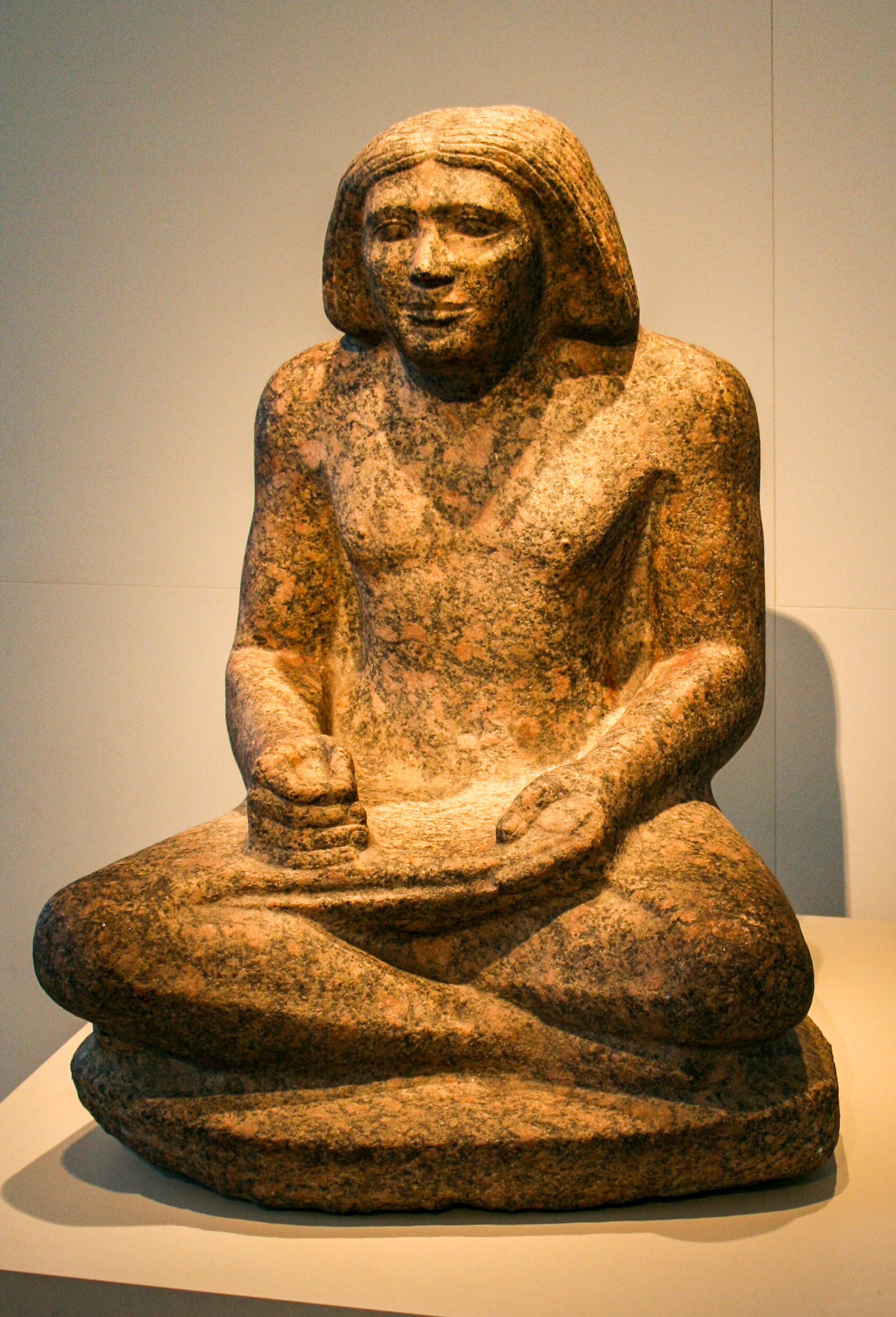
Le scribe Dersenedj, Ägyptisches Museum, Berlin

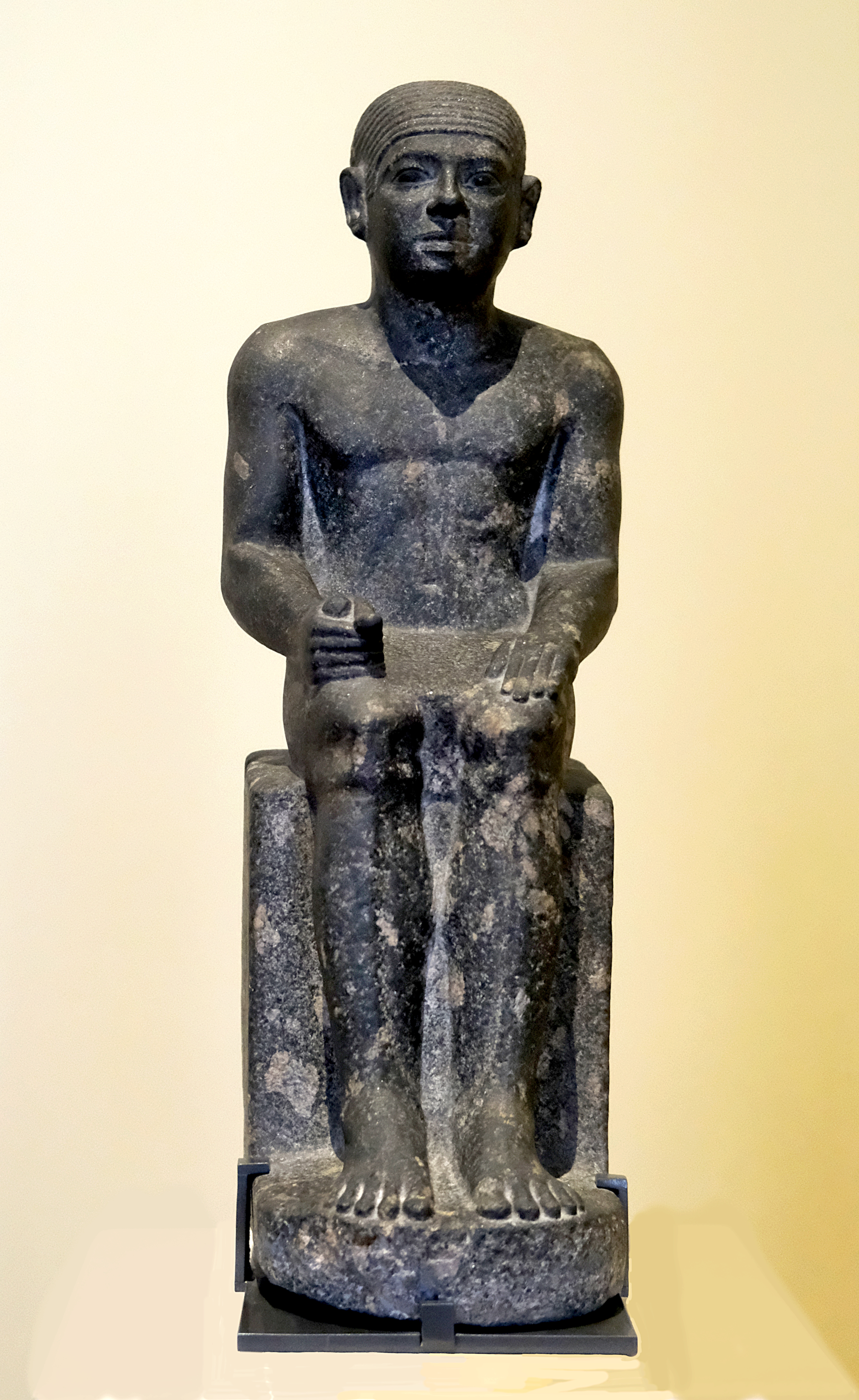
Homme assis (5e dynastie ?) - Louvre (A40).

Sous la Ve dynastie, les arts se développent et atteignent un raffinement qui restera considéré comme un âge d’or.
Les dignitaires se font aménager de somptueuses tombes ou mastabas à Saqqarah, Abousir et Gizeh. Les agencements internes de ces tombes sont de plus en plus complexes jusqu’à devenir de véritables demeures des morts. Le programme iconographique des monuments copie celui des temples funéraires royaux dans leurs grands thèmes et on voit apparaître de véritables autobiographies glorifiant la carrière des grands du royaume.
La sculpture privée suit un chemin parallèle produisant des chefs-d’œuvre qui garnissent aujourd’hui les collections des grands musées égyptologiques du monde.
Les monuments funéraires royaux restent l'affaire du règne et si la proportion des pyramides se réduit, comparée à celles de la IVe dynastie, l'architecture se développe dans les temples qui y étaient associés. Chaque complexe est alors constitué d'un temple d'accueil, ou temple-bas, et d'un temple funéraire, ou temple-haut, reliés entre eux par une longue chaussée couverte. Les deux temples, aux fonctions complémentaires pour le culte du roi défunt, sont construits en calcaire fin pour les murs, granit pour les soubassements et dotés de colonnes monolithes également en granit, le plus souvent papyriformes qui seront largement réutilisées par la suite pour d'autres monuments d'autres règnes. Ces colonnes soutenaient un toit réalisé en grands blocs monolithes. L'accent est mis sur la décoration des murs des temples qui finissent par couvrir l'ensemble des espaces libres des monuments, retraçant les hauts faits du règne et décrivant la vie du pays dans ses moindres détails.
Avec la Ve dynastie égyptienne un nouveau type de temples voit également le jour sous la forme des grands temples solaires édifiés non loin de la nécropole royale dynastique d'Abousir. Chaque souverain est réputé en avoir commandé un, mais seuls ceux d'Ouserkaf et de Niouserrê ont été mis au jour à l'heure actuelle.

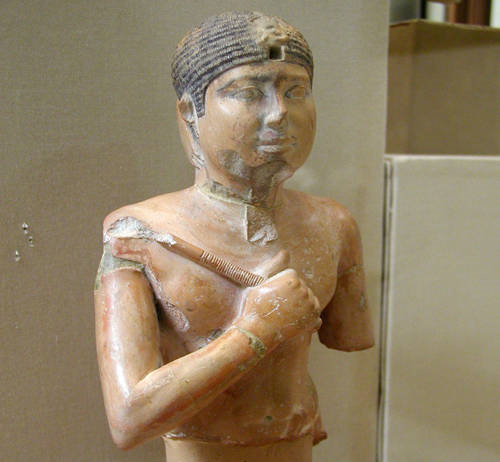
Statue de Néferefrê découverte en Abousir - Musée du Caire

Les cités du pays commencent alors à concevoir un nouvel intérêt pour leurs propres monuments, signe que les élites locales s'affranchissent de plus en plus d'un pouvoir centralisé. Peu de vestiges de cette époque nous sont parvenus par le fait que ces sites ont été constamment occupés et renouvelés par les règnes successifs et les caprices du fleuve dont les inondations parfois dévastatrices obligeaient souvent une reconstruction complète. De plus ces monuments étaient la plupart du temps bâtis en briques crues et seuls certains éléments étaient en pierre.
Au contraire, dans le désert occidental, les monuments funéraires privés et cénotaphes royaux étaient bâtis en pierre de taille et même s’ils ont souffert du temps, ils ont été mieux conservés et préservés.
Sur le plan culturel une littérature tenant à la fois du conte et du genre philosophique apparaît. Le papyrus Westcar peut très bien avoir été mis au point à cette époque et c'est en tout cas pendant cette dynastie que les maximes sapientiales de Ptahhotep sont réputées avoir été écrites de la main même du célèbre vizir. Dans les mastabas les biographies des grands dignitaires emploient un style littéraire narratif qui sera souvent imité par la suite.
Enfin sur le plan religieux, il convient de noter que c'est sous le règne d'Ounas qu'apparaissent les textes des pyramides, premier corpus théologique connu de l'Égypte antique et qui sera développé de manière systématique à la dynastie suivante. Si la transcription dans la pierre de ces écrits religieux est une invention du règne, leur contenu est beaucoup plus ancien selon le style employé par certaines formules et leur rassemblement en un ensemble homogène est l'œuvre des prêtres de la dynastie qui conservaient dans les archives des temples divins l'ensemble de ces textes destinés à assurer l'immortalité du roi.